# D’Amico UM Tools
Das Team D’Amico UM Tools ist ein italienisches Radsportteam mit Sitz in Ancona.
Die Mannschaft wurde 2014 gegründet, nimmt als Continental Team an den UCI Continental Circuits teil und geht aus dem gleichnamigen national registrierten Area Zero Pro Team hervor. Manager ist Ivan De Paolis, der von den Sportlichen Leitern Massimo Codol und Andrea Tonti unterstützt wird.

## Erfolge
2017
- keine -
2018
- keine -
2019
- keine -
2020
- keine -
2021
| Datum    | Rennen                           | Kat. | Fahrer       |
| -------- | -------------------------------- | ---- | ------------ |
| 19. Juni | NM Ukraine – Straßenrennen (U23) | NC   | Maksym Bilyi |

## Platzierungen in UCI-Ranglisten
UCI America Tour
| Saison | Mannschaftswertung | Fahrerwertung           |
| ------ | ------------------ | ----------------------- |
| 2014   | 29.                | Andrea Pasqualon (244.) |

UCI Europe Tour
| Saison | Mannschaftswertung | Fahrerwertung            |
| ------ | ------------------ | ------------------------ |
| 2014   | 38.                | Andrea Pasqualon (63.)   |
| 2015   | 65.                | Antonio Parrinello (84.) |
| 2016   | 43.                | Marco Tizza (149.)       |
| 2017   | 111.               | Ettore Carlini (809.)    |
| 2018   | 113.               | Angelo Raffaele (952.)   |

UCI-Weltrangliste
| Saison | Mannschaftswertung | Fahrerwertung            |
| ------ | ------------------ | ------------------------ |
| 2019   | 179.               | Federico Burchio (1583.) |
| 2020   | 131.               | Maksym Bilyi (713.)      |
| 2021   | 123.               | Maksym Bilyi (752.)      |